# Fortuna Víkend šampionů 2010
Fortuna Víkend šampionů 2010 byl 4. ročníkem fotbalového halového turnaje, který je hrán v pražské O2 areně. Oproti předchozím ročníkům byly všechny zápasy turnaje hrány v jeden den, a sice v sobotu 9. ledna 2010.

## Účastníci turnaje
- FC Bohemians 1905
- SK Slavia Praha
- AC Sparta Praha
- ŠK Slovan Bratislava
- FC Slovan Liberec
- MŠK Žilina

## Přehled výsledků
Nejprve byla sehrána vzájemná utkání ve dvou tříčlenných skupinách.

### Skupina A

#### Výsledky
| 9. ledna 2009 10:00     |       |                                                                         |  |
| Bohemians 1905          | 3 – 8 | MŠK Žilina                                                              |  |
| Sňozík 7' Nikl 10', 30' |       | 3', 21' Angelovič 5' Oravec 6' Fótyik 8', 17' Jež 20' Vyskočil 23' Mráz |  |

| 9. ledna 2009 11:20                                    |       |                                                    |  |
| MŠK Žilina                                             | 6 – 5 | AC Sparta Praha                                    |  |
| Jež 6' Vyskočil 13' Angelovič 17', 19', 26' Oravec 27' |       | 2' Hejda 4' Zeman 10' Žofčák 11' Jurdík 25' Jirouš |  |

| 9. ledna 2009 13:00 |       |                                  |  |
| AC Sparta Praha     | 1 – 3 | Bohemians 1905                   |  |
| Jirouš 18'          |       | 8' Bartek 26' Sňozík 27' Rychlík |  |

#### Tabulka
| #  | Tým               | Z | V | R | P | +  | - | B |
| 1. | MŠK Žilina        | 2 | 2 | 0 | 0 | 14 | 8 | 6 |
| 2. | FC Bohemians 1905 | 2 | 1 | 0 | 1 | 6  | 9 | 3 |
| 3. | AC Sparta Praha   | 2 | 0 | 0 | 2 | 6  | 9 | 0 |

### Skupina B

#### Výsledky
| 9. ledna 2009 10:50                      |       |                       |  |
| SK Slavia Praha                          | 3 – 2 | ŠK Slovan Bratislava  |  |
| Vasiljević 25' Šenkeřík 27' Čelůstka 28' |       | 9' Halenár 18' Kolčák |  |

| 9. ledna 2009 12:20                                     |       |                                              |  |
| FC Slovan Liberec                                       | 5 – 4 | SK Slavia Praha                              |  |
| Frejlach 3' Gebre Selassie 4', 20' Vulin 18' Blažek 30' |       | 4' Šenkeřík 15' Trapp 21' Čelůstka 29' Vaněk |  |

| 9. ledna 2009 13:40                                  |       |                     |  |
| ŠK Slovan Bratislava                                 | 5 – 2 | FC Slovan Liberec   |  |
| Dobrotka 2' Kiss 7' Ivana 8' Grendel 14' Halenár 16' |       | 6' Dočkal 23' Purič |  |

#### Tabulka
| #  | Tým                  | Z | V | R | P | + | - | B |
| 1. | ŠK Slovan Bratislava | 2 | 1 | 0 | 1 | 7 | 5 | 3 |
| 2. | SK Slavia Praha      | 2 | 1 | 0 | 1 | 7 | 7 | 3 |
| 3. | FC Slovan Liberec    | 2 | 1 | 0 | 1 | 7 | 9 | 3 |